# Stazione di Acitrezza
La stazione di Acitrezza era una stazione ferroviaria posta al km 250+700 del vecchio tracciato della linea Messina-Siracusa in prossimità di Aci Trezza, frazione del comune di Aci Castello. Venne dismessa e abbandonata nel 1989.

## Storia
La stazione venne costruita principalmente per le esigenze di movimento della strada ferrata Messina-Catania; il fabbricato infatti era piuttosto distante e in quota, a ovest della frazione marinara di Acitrezza e vi si accedeva dopo un percorso in salita. Venne aperta il 3 gennaio 1867. La stazione fu presenziata da capostazione perché spesso sede di incroci o di precedenze, importante quindi ai fini della circolazione dei treni sulla trafficatissima linea costiera jonica, essendo posta a circa metà percorso tra Catania ed Acireale.
La stazione originaria fu abbandonata verso la fine degli anni ottanta in seguito all'attivazione del nuovo tratto a doppio binario in variante costruito quasi tutto in galleria.

## Strutture e impianti
La stazione originaria era costituita da un piccolo fabbricato ad una elevazione con annessi servizi. Si trattava di un raddoppio per incroci o precedenze con un terzo binario di ricovero per i treni merci e un tronchino di servizio. Il primo binario era di corretto tracciato. Vi fermavano i treni viaggiatori locali.
La posizione della stazione permetteva una visione panoramica del piccolo arcipelago delle Isole dei Ciclopi.

## Movimento
Il quadro dell'orario invernale del 1975 riportava la fermata di 7 treni giornalieri di cui 6 provenienti da Messina e uno, a periodicità feriale, proveniente da Taormina. In senso inverso i treni che vi effettuavano fermata erano 5 (di categoria accelerato) e tutti aventi origine a Catania Centrale .